# Molozonide

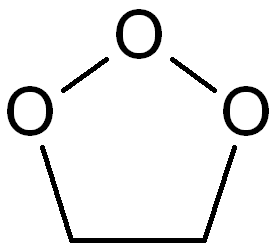
Structuurformule van molozonide.

Een molozonide is de naam voor 1,2,3-trioxolaan, een organische structuur. Dit is een zeer onstabiele en reactieve organische verbindingen, waarbij 3 zuurstofatomen en 2 sp3-gehybridiseerde koolstofatomen aanwezig zijn in een cyclische structuur. Het is een intermediaire stof in de zogenaamde ozonolyse, een chemische reactie waarbij een dubbele koolstof-koolstofbinding wordt gesplitst onder invloed van ozon.